# 若葉駅
若葉駅（わかばえき）は、埼玉県坂戸市関間四丁目にある東武鉄道東上本線の駅である。駅番号はTJ 25。駅所在地は坂戸市であるが、駅の西口と池袋寄りは鶴ヶ島市である。

## 年表
- 1979年（昭和54年）4月2日：開業[1]。
- 2004年（平成16年）3月14日：西口供用開始。
- 2013年（平成25年）3月16日：ダイヤ改正により新設された快速の停車駅となる。
- 2023年（令和5年）3月18日：ダイヤ改正により、快速急行の停車駅となる一方で、快速が廃止となる[2]。

## 駅構造
島式ホーム1面2線を有する地上駅で橋上駅舎を持つ。改札階とホーム、東口・西口を連絡するエレベーター・エスカレーターが設置されている。
駅名は、協議を重ねた結果、付近の若葉台団地（坂戸市千代田）に由来する「若葉」となった。「若葉台」も駅名候補に上がっていたが、同じ関東地方の京王相模原線に同名の駅が既にあったため、「台」を取って駅名にしたとのことである。
坂戸駅管区傘下の駅長配置駅で、鶴ヶ島駅を管理する。

### のりば
| 番線 | 路線   | 方向 | 行先       |
| ---- | ------ | ---- | ---------- |
| 1    | 東上線 | 下り | 小川町方面 |
| 2    | 東上線 | 上り | 池袋方面   |

## 利用状況
2024年度の1日平均乗降人員は34,699人である。川越市以北の東上線の駅では川越市駅に次いで2番目に乗降人員が多い。
開業後の1日平均乗降人員および乗車人員の推移は下記の通り。
| 年度               | 1日平均 乗降人員 | 1日平均 乗車人員 | 出典       |
| ------------------ | ---------------- | ---------------- | ---------- |
| 1979年（昭和54年） | 6,964            | 3,616            |            |
| 1980年（昭和55年） | 11,492           | 6,022            |            |
| 1981年（昭和56年） | 13,991           | 7,380            |            |
| 1982年（昭和57年） | 15,481           | 8,206            |            |
| 1983年（昭和58年） | 17,260           | 8,838            |            |
| 1984年（昭和59年） | 18,511           | 9,394            |            |
| 1985年（昭和60年） | 19,863           | 10,105           |            |
| 1986年（昭和61年） | 20,973           | 10,700           |            |
| 1987年（昭和62年） | 22,457           | 11,440           |            |
| 1988年（昭和63年） | 24,273           | 12,368           |            |
| 1989年（平成元年） | 26,070           | 13,338           |            |
| 1990年（平成02年） | 28,277           | 14,316           |            |
| 1991年（平成03年） | 29,817           | 15,039           |            |
| 1992年（平成04年） | 30,372           | 15,310           |            |
| 1993年（平成05年） | 33,974           | 17,073           |            |
| 1994年（平成06年） | 35,115           | 17,699           |            |
| 1995年（平成07年） | 35,988           | 17,810           |            |
| 1996年（平成08年） | 35,934           | 17,813           |            |
| 1997年（平成09年） | 35,594           | 17,664           |            |
| 1998年（平成10年） | 34,825           | 17,267           |            |
| 1999年（平成11年） | 34,452           | 17,100           | [ * 1 ]    |
| 2000年（平成12年） | 34,359           | 17,087           | [ * 2 ]    |
| 2001年（平成13年） | 34,685           | 17,247           | [ * 3 ]    |
| 2002年（平成14年） | 33,748           | 16,851           | [ * 4 ]    |
| 2003年（平成15年） | 33,918           | 16,991           | [ * 5 ]    |
| 2004年（平成16年） | 35,512           | 18,111           | [ * 6 ]    |
| 2005年（平成17年） | 36,221           | 18,550           | [ * 7 ]    |
| 2006年（平成18年） | 36,506           | 18,719           | [ * 8 ]    |
| 2007年（平成19年） | 36,498           | 18,662           | [ * 9 ]    |
| 2008年（平成20年） | 37,106           | 18,930           | [ * 10 ]   |
| 2009年（平成21年） | 36,643           | 18,654           | [ * 11 ]   |
| 2010年（平成22年） | 36,005           | 18,287           | [ * 12 ]   |
| 2011年（平成23年） | 35,763           | 17,963           | [ * 13 ]   |
| 2012年（平成24年） | 36,755           | 18,467           | [ * 14 ]   |
| 2013年（平成25年） | 37,940           | 19,053           | [ * 15 ]   |
| 2014年（平成26年） | 37,447           | 18,796           | [ * 16 ]   |
| 2015年（平成27年） | 38,006           | 19,072           | [ * 17 ]   |
| 2016年（平成28年） | 37,829           | 18,999           | [ * 18 ]   |
| 2017年（平成29年） | 38,279           | 19,230           | [ * 19 ]   |
| 2018年（平成30年） | 38,498           | 19,326           | [ * 20 ]   |
| 2019年（令和元年） | 38,038           | 19,084           | [ * 21 ]   |
| 2020年（令和02年） | 26,782           | 13,421           | [ * 22 ]   |
| 2021年（令和03年） | 29,744           | 14,904           | [ 東武 3 ] |
| 2022年（令和04年） | 32,619           | 16,350           | [ 東武 4 ] |
| 2023年（令和05年） | 33,986           | 17,023           | [ 東武 5 ] |
| 2024年（令和06年） | 34,699           | 17,375           | [ 東武 1 ] |

## 駅周辺

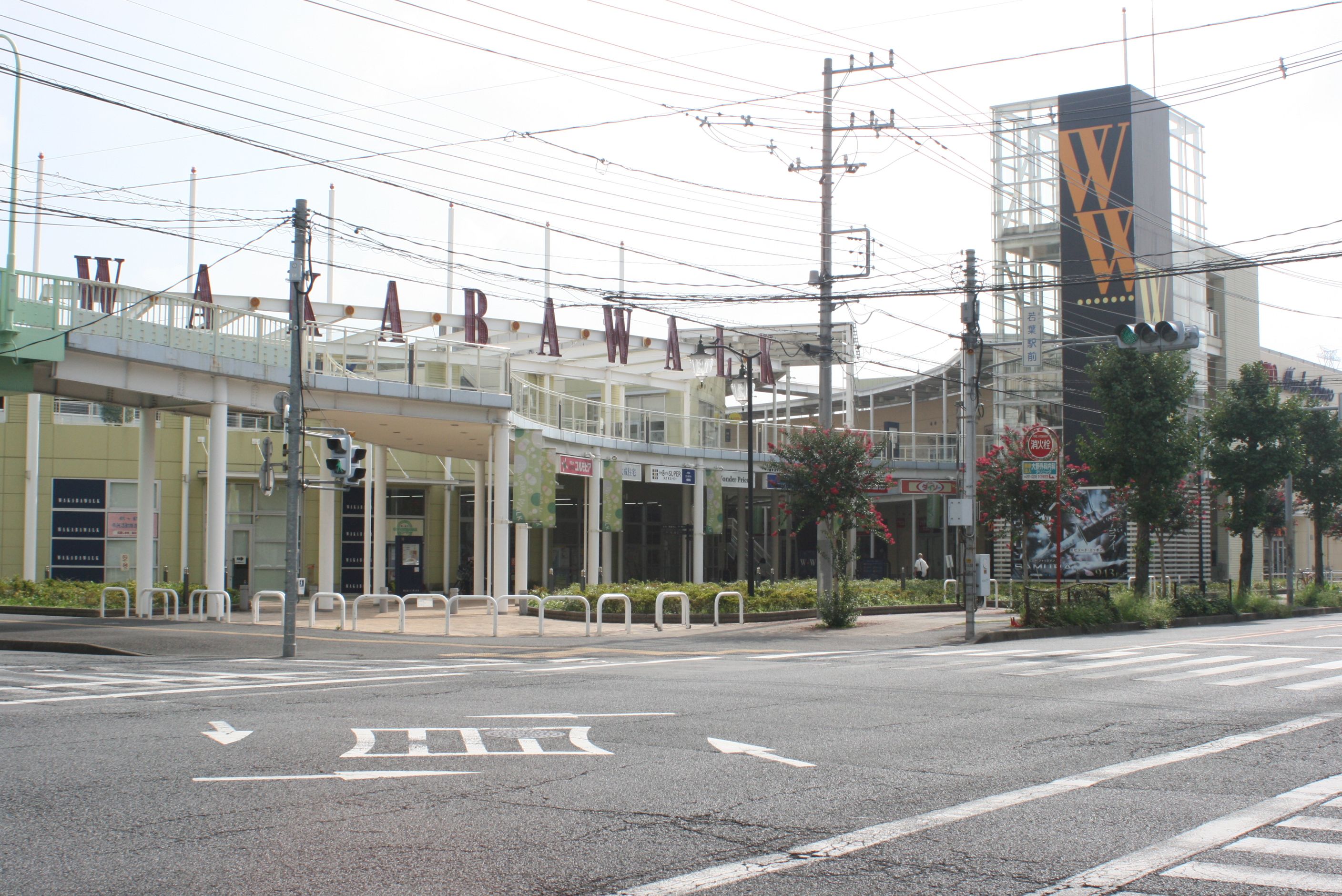
東口にある複合商業施設「ワカバウォーク」

当駅は、日本住宅公団（現・都市再生機構）のニュータウン「むさし緑園都市・富士見地区」の開発に伴って開設されたもので、駅は坂戸市と鶴ヶ島市との境界に位置し、東口・西口の北西側は坂戸市、東口の北東側から南東側と西口の南東側は鶴ヶ島市である。

### 東口
- 女子栄養大学・女子栄養大学大学院
- 筑波大学附属坂戸高等学校
- 山村国際高等学校
- 鶴ヶ島市立富士見中学校
- 鶴ヶ島市富士見公民館
  - 鶴ヶ島市立図書館 富士見分室
- 富士見中央近隣公園
- 関東農政局坂戸統計・情報センター
- 埼玉県西入間警察署
- 坂戸若葉駅前郵便局
- ワカバウォーク（複合商業施設）
  - 魚べい
  - スギ薬局
  - ヤオコー
  - ユナイテッド・シネマわかば
  - ユニクロ
- 富士見工業団地 - 明治、パイオニア、関水金属などの工場がある。当駅から工業団地内の主要企業を経由する循環バスや、各企業への送迎バスが出ている。
- 五千頭の龍が昇る聖天宮

### 西口
西口には駅前通りがあり、国道407号の脚折町4丁目交差点まで至る。
- ヤオコー若葉駅西口店
- 鶴ヶ島市立藤中学校
- 鶴ヶ島市立藤小学校
- 鶴ヶ島市役所
- かつては西口近くに「東武・若葉フィールドアスレチックの森」（面積2万5000㎡超、1989年オープン）があったが、後に閉場してその森も無くなり、跡地は分譲マンション建設など開発の土地となっている[4]。

## バス

### 路線バス
- 東武バスウエスト（坂戸営業所）
  - 東口 1番のりば
    - [東坂03] 坂戸車庫 行き
    - [東坂03] 東坂戸団地 行き
    - [若02] 川越駅 行き

  - 東口 2番のりば
    - [若01] 八幡団地 行き
- つるワゴン
  - 東口 のりば番号なし
    - 富士見・五味ヶ谷線 鶴ヶ島駅西口 行き

  - 西口
    - つるバス南北線 鶴ヶ島市役所・老人福祉センター方面（6の字運転）
- さかっちワゴン
  - 東口 のりば番号なし
    - みよしの線 坂戸市役所 行き
    - みよしの線 東坂戸団地 行き

### 高速バス
- なし

かつて、イーグルバスの夜行高速バス「ムーンスター号」のうち、MS011便、MS012便が当駅の西口に停車していたが、2019年11月30日に運行終了した。

### 送迎バス
- 富士見工業団地会 - 工業団地内の主要企業を経由する循環バス

## 隣の駅
東武鉄道
 東上本線
■TJライナー・■川越特急
通過
■快速急行・■急行・■準急・□普通
鶴ヶ島駅 (TJ 24) - 若葉駅 (TJ 25) - 坂戸駅 (TJ 26)

### 利用状況
埼玉県統計年鑑
1. ↑  埼玉県統計年鑑（平成12年）
2. ↑  埼玉県統計年鑑（平成13年）
3. ↑  埼玉県統計年鑑（平成14年）
4. ↑  埼玉県統計年鑑（平成15年）
5. ↑  埼玉県統計年鑑（平成16年）
6. ↑  埼玉県統計年鑑（平成17年）
7. ↑  埼玉県統計年鑑（平成18年）
8. ↑  埼玉県統計年鑑（平成19年）
9. ↑  埼玉県統計年鑑（平成20年）
10. ↑  埼玉県統計年鑑（平成21年）
11. ↑  埼玉県統計年鑑（平成22年）
12. ↑  埼玉県統計年鑑（平成23年）
13. ↑  埼玉県統計年鑑（平成24年）
14. ↑  埼玉県統計年鑑（平成25年）
15. ↑  埼玉県統計年鑑（平成26年）
16. ↑  埼玉県統計年鑑（平成27年）
17. ↑  埼玉県統計年鑑（平成28年）
18. ↑  埼玉県統計年鑑（平成29年）
19. ↑  埼玉県統計年鑑（平成30年）
20. ↑  埼玉県統計年鑑（令和元年）
21. ↑  埼玉県統計年鑑（令和2年）
22. ↑  埼玉県統計年鑑（令和3年）

東武鉄道の1日平均乗降人員
1. 1 2 3  『駅別乗降人員 2024年度』（PDF）（レポート）東武鉄道、13頁。オリジナルの2025年5月19日時点におけるアーカイブ。2025年5月29日閲覧。
2. ↑  “駅情報（乗降人員）”.   東武鉄道. 2024年7月30日閲覧。
3. ↑  『駅別乗降人員 2021年度』（PDF）（レポート）東武鉄道、2024年、13頁。オリジナルの2024年5月18日時点におけるアーカイブ。
4. ↑  『駅別乗降人員 2022年度』（PDF）（レポート）東武鉄道、2024年、13頁。オリジナルの2024年5月18日時点におけるアーカイブ。
5. ↑  『駅別乗降人員 2023年度』（PDF）（レポート）東武鉄道、2024年、13頁。オリジナルの2024年5月18日時点におけるアーカイブ。